# Avenida de América (metropolitana di Madrid)
Avenida de América è una stazione delle linee 4, 6, 7 e 9 della metropolitana di Madrid.
Si trova sotto all'incrocio tra la Avenida de América e la Calle Francisco Silvela e tra quest'ultima e la Calle del Príncipe de Vergara. È l'unica stazione della rete a servire ben 4 linee.

## Storia

### 1973-2000: Costruzione ed entrata in servizio della stazione
Il 26 marzo 1973 la linea 4 venne ampliata dalla stazione di Diego de León a quella di Alfonso XIII. La stazione è stata costruita in previsione di un utilizzo della stessa da parte di 4 linee. La stazione della linea 4 è quella che si trova a meno profondità.
Due anni dopo, il 17 maggio 1975, entrava in servizio la stazione della linea 7, capolinea della linea e posta a maggiore profondità rispetto a quella della linea 4. La stazione è caratterizzata dalla presenza di un marciapiede centrale e due laterali. In questo modo il marciapiede centrale permette la discesa dei passeggeri, mentre quelli laterali per la discesa.
L'11 ottobre 1979 venne aperta la stazione della linea 6, posta ad una profondità intermedia tra le stazioni delle linee 4 e 7. Al pari della stazione della linea 7, presenta 3 marciapiedi.
Il 30 dicembre 1983 venne aperta la stazione che ha funto da capolinea per la allora linea 9b fino al 24 febbraio 1986, quando le linee 9a e 9b vennero unite. Tra le 4 stazioni è quella che si trova a maggiore profondità.
Il 23 dicembre 1986 la linea 8 venne prolungata dalla stazione di Nuevos Ministerios fino alla stazione della linea 7, tramite una galleria preesistente, obbligando così ad usare un binario per ogni linea. Nel 1996, il progetto di unione tra le linee 8 e 10, fece sì che la linea 8 smettesse di prestare servizio in questa stazione e nel 1998 si ricominciarono a sfruttare due binari per la linea 7.
Nella seconda metà degli anni novanta venne costruito un terminal di autobus, inaugurato nel 2000, dove c'era il vestibolo della stazione. Si tratta del secondo terminal sotterraneo dopo quello della stazione di Moncloa.

### 2000-Oggi
Recentemente sono state rinnovate le volte e le pareti delle stazioni delle linee 6 e 4, così come i corridoi che le collegano.
Durante il mese di settembre del 2006 la linea 7 è stata chiusa per l'installazione di una nuova linea di contatto.
Tra il 2009 e il 2010 nel terminal di autobus sono stati installati dei pannelli che separano le sale di attesa dalle darsene dove sostano gli autobus.

## Accessi
Ingresso Avenida de América accessi a terminal di autobus e metropolitana
- Avenida de América, impares Avenida de América, 1-3
- Avenida de América, pares Avenida de América

Ingresso Francisco Silvela aperto dalle 6:00 alle 21:40
- Pedro Valdivia Calle Pedro Valdivia, 31 (angolo con Calle Príncipe de Vergara e Calle Francisco Silvela)